# Lilltuppen
Lilltuppen är ett naturreservat i Falu kommun i Dalarnas län.
Området är naturskyddat sedan 2017 och är 33 hektar stort. Reservatet är en lövbränna i sent stadium och är numera bevuxen med tall och gran med ett mindre sumpstråk.